# فضای توپولوژی
فضای توپولوژیک یا فضای جاشناختی (به انگلیسی: Topological space) مبحثی در ریاضیات است. در توپولوژی و شاخه‌های مربوط به آن در ریاضیات، یک فضای توپولوژیک یک مجموعه از نقاط است، همراه با مجموعه‌ای از همسایگی‌ها برای هر نقطه، که از مجموعه‌ای از اصول که نقاط را به همسایه‌ها مرتبط می‌کنند، پیروی می‌کند. تعریف فضای توپولوژیک بر نظریه مجموعه‌ها استوار است و عمومی‌ترین مفهوم برای فضاهای ریاضی است که اجازه می‌دهد بتوان مفاهیمی مانند پیوستگی، حد دنباله‌ها و فضای همبند را تعریف کرد. دیگر فضاها، خمینه‌ها و فضاهای متریک، حالت‌های خاص شده‌ای از فضای توپولوژیک با ساختارهای اضافه‌تر یا محدودتر هستند. شاخه‌ای از ریاضیات که فضای توپولوژیک را به عنوان اصول پایه خود مورد مطالعه قرار می‌دهد، توپولوژی عمومی نام دارد.

## تعریف
سودمندی مفهوم یک توپولوژی، با این حقیقت نشان داده می‌شود که چندین تعریف معادل برای این ساختار وجود دارد. بنابراین هر یک از آن‌ها می‌تواند به عنوان چند اصل طبقه‌بندی شده برای یک کاربرد خاص یا آنچه مورد نیاز است، انتخاب شود. پراستفاده‌ترین و ظریف‌ترین این تعاریف، تعریف با استفاده از مجموعه‌های باز است. اما قابل‌درک‌ترین آن‌ها، تعریف با همسایگی هاست.

### تعریف با همسایگی
فرض کنید X یک مجموعه باشد. اعضای X معمولاً نقاط نامیده می‌شوند هرچند که می‌توانند هر شیء ریاضی دیگر باشند. همچنین X می‌تواند تهی باشد. فرض کنید N یک تابع باشد که هر x (نقطه) از X را به یک گردایه ناتهی (N(x از زیرمجموعه‌های X نسبت دهد. اعضای (N(x همسایه‌های x نامیده می‌شود. تابع N همسایگی نامیده می‌شود اگر از چهار اصل زیر پیروی کند؛ آن‌گاه X با N یک فضای توپولوژیک نامیده می‌شود. فضای توپولوژیکی که در آن نقاط همان توابع باشند،یک فضای تابعی نام دارد.
1. اگر N یک همسایگی x باشد (یعنی (N ∈ N(x )، آن‌گاه x ∈ N باشد. به عبارت دیگر،هر نقطه به هر یک از همسایگی‌های خود تعلق داشته باشد.
2. اگر N زیر مجموعه‌ای از X و شامل همسایگی‌های x باشد، آن‌گاه N یک همسایگی x باشد. یعنی هر فرامجموعه از یک همسایگی نقطه x در X خود یک همسایگی برای x باشد.
3. اشتراک هر دو همسایگی از x، خود یک همسایگی از x باشد.
4. هر همسایگی N از x شامل همسایگی M از x است به‌طوری‌که N یک همسایگی برای هر نقطه از M باشد.

سه اصل ابتدایی مفهوم روشنی دارند. اصل چهارم استفاده خیلی مهمی در ساختار این تئوری دارد، که همان ارتباط بین همسایگی‌های مختلف یک نقطه است.
مثال استاندارد برای سیستم همسایگی‌ها خط اعداد حقیقی است که در آن زیر مجموعه N از R یک همسایگی از عدد حقیقی x است، اگر یک بازهٔ باز وجود داشته باشد که نقطه x را شامل شود و نیز مشمول N باشد.

### تعریف با مجموعه‌های باز

چهار نمونه از توپولوژی روی مجموعه سه تایی {1,2,3} و دو نمونه غیرتوپولوژی روی مجموعه سه تایی {1,2,3}

بنا به تعریف، مجموعه {\displaystyle X} به همراه گردایه T  (اعضای مجموعه T ،  زیرمجموعه‌های باز {\displaystyle X}  است) را یک فضای توپولوژیک گویند هرگاه :
1. اجتماع اعضای هر گردایه از مجموعه‌های عضو {\displaystyle {\mathcal {T}}} ، در {\displaystyle {\mathcal {T}}} قرار داشته باشد؛
2. اشتراک هر تعداد متناهی مجموعه عضو {\displaystyle {\mathcal {T}}} در {\displaystyle {\mathcal {T}}} قرار داشته باشد؛ یعنی اشتراک اعضای هر گردایه متناهی از مجموعه‌های عضو {\displaystyle {\mathcal {T}}}، در آن قرار داشته باشد.
3. مجموعه‌های تهی و {\displaystyle X}، عضو {\displaystyle {\mathcal {T}}} باشند؛

همچنین {\displaystyle {\mathcal {T}}} می‌تواند به جای مجموعه‌های باز به صورت مجموعه‌های بسته تعریف شود. در اینصورت اصل اول و دوم به صورت زیر تغییر خواهد کرد:
1. اجتماع هر تعداد متناهی از مجموعه‌های عضو {\displaystyle {\mathcal {T}}} باز هم در {\displaystyle {\mathcal {T}}} قرار گیرد.
2. اشتراک هر تعداد دلخواه از مجموعه‌های عضو {\displaystyle {\mathcal {T}}} باز هم در {\displaystyle {\mathcal {T}}} قرار گیرد.

گردایهٔ {\displaystyle {\mathcal {T}}}، توپولوژی تعریف شده روی {\displaystyle X} نام دارد. همچنین، اعضای توپولوژی {\displaystyle {\mathcal {T}}}، مجموعه‌های باز در {\displaystyle X}، و متمم آنها، مجموعه‌های بسته در {\displaystyle X} هستند. اگر {\displaystyle X} یک فضای توپولوژیکی باشد، آن‌گاه به اعضای آن نقطه گفته می‌شود. اگر {\displaystyle x} عضوی از یک مجموعهٔ باز مانند {\displaystyle U} باشد، آن‌گاه به {\displaystyle U}، "یک همسایگی از {\displaystyle x}" نیز گفته می‌شود.

### مثال
1. {۱،۲،۳،۴} = X و گردایه { {۱.۲.۳.۴} ، {} } = T. شامل حداقل زیرمجموعه‌هایی که برای یک توپولوژی لازم است، توپولوژی بدیهی (توپولوژی ناگسسته)
2. {۱،۲،۳،۴} = X و گردایه { {۱،۲،۳،۴} ، {۱،۲،۳} ، {۲،۳} ، {۱،۲} ، {۲} ، {} } = T.
3. {۱،۲،۳،۴} = X و (P(X (مجموعه توانی X). که یک توپولوژی گسسته است.
4. X = Z مجموعه اعداد صحیح. گردایه T برابر با همه زیرمجموعه‌های متناهی اعداد صحیح مثبت خودش یک توپولوژی نیست. زیرا برای مثال اجتماع تمام زیر مجموعه‌های متناهی که شامل صفر نیستند، نامتناهی است و همهٔ Z نیست بنابراین در T قرار نمی‌گیرد.

### تعاریف دیگر
راه‌های معادل بسیار دیگری برای تعریف یک فضای توپولوژیک وجود دارد. به عبارت دیگر مفهوم همسایگی، مجموعه باز (همچنین بسته) می‌توانند از نقاط شروع دیگر بازسازی شوند و اصول را پیرو باشند.
یکی دیگر از راه‌های تعریف فضای توپولوژیک تعریف با استفاده از اصول بستار کوراتوسکی است، که مجموعه‌های بسته را نقاط ثابت عملگری روی مجموعه توانی مجموعه X تعریف می‌کند.

## مقایسه توپولوژی‌ها
وقتی هر مجموعه در توپولوژی T۱ در توپولوژی T۲ نیز باشد و T۱ یک زیرمجموعه از T۲ باشد، گوییم T۲ ظریف‌تر از T۱ است و T۱ زمخت‌تر از T۲ است.